# Campomanesia pubescens
Campomanesia pubescens – gatunek rośliny z rodziny mirtowatych. Pochodzi z obszaru od Minas Gerais aż po Rio Grande do Sul w Brazylii. 

## Morfologia
PokrójDrzewo, osiągające do 25 m wysokości, lecz zazwyczaj pomiędzy 8 a 15 m. Korona gęsta, gałęzie nieregularne.
LiścieCiemnozielone od góry, jaśniejsze od spodu, o charakterystycznym zapachu.
KwiatyIzolowane, kremowobiałe, nietrwałe.
OwoceOkrągłe, dojrzałe żółte, o średnicy 15–20 cm. W Brazylii nazywane guabiroba lub gabiroba, w Paragwaju guavira.

## Zastosowanie
- Smaczne owoce, zawierające dużo witaminy C, są bardzo popularne w Brazylii, spożywane zazwyczaj na surowo. Często przerabiane na dżemy, galaretki, soki i cenione likiery.
- Skórka ma zastosowanie w medycynie, zwłaszcza przy leczeniu grypy, biegunki i dolegliwości układu moczowego[4].
- Drzewo ozdobne ze względu na kwiaty, odporne na zanieczyszczenie, sadzone w miastach.
- Roślina miododajna.